# Сказки дня и ночи
Сказки дня и ночи (фр. Contes du jour et de la nuit) — сборник новелл французского писателя Ги де Мопассана (1850—1893), опубликованный в 1885 году издательством Марпон-Фламмарион в серии «Иллюстрированная библиотека».
Новеллы, вошедшие в сборник, автор начал писать в 1883 г. и закончил в 1884 году. В 1878—1891 годах Мопассан пережил важный для него период творчества, в течение которого он опубликовал около 300 рассказов, шесть романов и несколько путевых очерков. Причиной того, что писатель стал издавать больше рассказов, чем новых романов, стала загруженность службой в Министерстве, отнимавшая у него много времени. Небольшие рассказы и новеллы, публикуемые в газетах, пользовались популярностью у читателей.
Сборник «Сказки дня и ночи», состоящий из коротких рассказов, был выпущен в начале 1885 года в виде иллюстрированного издания. Сборник не имеет единой главной темы — новеллы о любви и мести, трусости и достоинстве, жестокости и счастье дополняют друг друга.

## Содержание
- Исповедь / La Confession (1883)
- Коко / Coco (1884)
- Малыш / Le Petit (1883)
- Нищий / Le Gueux (1884)
- Ожерелье / La Parure (1884)
- Отец / Le Père (1883)
- Отцеубийца / Un parricide (1882)
- Пьяница / L’Ivrogne (1884)
- Правдивая история / Histoire vraie (1882)
- Преступление, раскрытое дядюшкой Бонифасом / Le Crime au père Boniface (1884)
- Признание / L’Aveu (1884)
- Прощай! / Adieu (1884)
- Роза / Rose (1884)
- Рука / La Main (1883)
- Счастье / Le Bonheur (1884)
- Скала Кайры / La Roche aux Guillemots (1882)
- Старик / Le Vieux (1884)
- Тимбукту / Tombouctou (1883)
- Трус / Un lâche (1884)
- Вендетта / Une vendetta (1884)
- Воспоминание / Souvenir (1884)